# Upravení vztahu s ČSSR
Upravení vztahu s ČSSR byl proces zavedený v roce 1977 na základě směrnic předsednictva vlády ČSSR:
Směrnice o úpravě právních vztahů ČSSR k občanům, kteří se zdržují v cizině bez povolení československých úřadů, schválených usnesením vlády ČSSR číslo 58 z 16. března 1977. Tyto směrnice vyšly v Ústředním věstníku České socialistické republiky částka 2/1977.
Směrnice rozlišovaly několik druhů emigrantů:
1. Emigranti, kteří nebyli zbaveni občanství a chtěli se navždy vrátit do ČSSR (oddíl 1), nemuseli splnit nic. Stačilo požádat o cestovní doklad. (Ve slangu některých emigrantů se pro tuto skupinu užívá pojem navrátilec.)
2. Emigranti, kteří si chtěli ponechat občanství ČSSR (oddíl 2) a moci navštěvovat Československo. Ve slangu některých emigrantů se pro ně používal hanlivý výraz upravenec. Aby obdrželi československý cestovní pas a povolení k dlouhodobému pobytu v cizině, museli tito emigranti:
  1. zaslat písemnou žádost o „upravení vztahů s Československou socialistickou republikou“
  2. požádat prezidenta republiky o milost (pokud byli odsouzeni za nějaký trestný čin a neproběhla amnestie)
  3. museli splnit podmínky stejné jako pro vystavení vystěhovaleckého pasu - pravděpodobně šlo o úhradu vzdělání
  4. navíc museli podepsat prohlášení, ve kterém se měli zavázat, že se budou chovat jako řádní občané ČSSR
3. Emigranti, kteří se chtěli nechat vyvázat ze státního svazku (přičemž byli následně dle § 14 zákona číslo 39/1969 Sb. zbaveni občanství ČSSR). Zájemci museli v tomto případě splnit stejné podmínky jako předchozí skupina a navíc museli potvrdit, že jsou občany jiného státu. Podpis prohlášení o řádném chování nebyl vyžadován. Po splnění všech podmínek přestali být občany ČSSR a směli cestovat do ČSSR jako cizinci. (oddíl 3)
4. Emigranti, kteří byli proti své vůli zbaveni občanství podle § 14 a zákona číslo 39/1969 Sb., o nabývání a pozbývání státního občanství České socialistické republiky (doplněného opatřením 124/1969 Sb.), protože vyvíjeli činnost „nepřátelskou“ ČSSR (oddíl 4). Na tyto osoby se možnost úpravy nevztahovala, bylo jim zakázáno cestovat do ČSSR a nikdo nesměl vycestovat za nimi.
5. Emigranti, kteří žádné vztahy s ČSSR neupravovali ani nebyli zbaveni občanství, neměli možnost ČSSR navštívit ani nesměl nikdo navštívit je (oddíl 5).

Směrnice, kromě výjimečných humanitárních případů, vyžadovaly pro úpravu vztahů pětileté trvání nelegálního pobytu v cizině.
Protože o využívání těchto možností byl malý zájem (do března 1980 celkově 20 616 žádostí, z většiny jsou to žádosti o milost prezidenta republiky), docházelo v letech 1981, 1984 a 1988 ke snižování požadavků a úpravám směrnice, které měly proces zjednodušit. Okolo roku 1988 tak mohl navštívit ČSSR téměř kdokoliv, pokud dostal vízum a provedl povinnou výměnu peněz. Tento proces skončil listopadovými událostmi roku 1989. Seznamy emigrantů, kteří si do té doby „upravili vztahy s ČSSR“, nebyly nikdy zveřejněny.

## „Upravenci“
Pejorativní výraz upravenec užívá část československé emigrace pro osoby, které podle tehdejších zákonů nelegálně emigrovaly z ČSSR mezi lety 1948 až 1989 (ale hlavně mezi lety 1968 až 1989) a po získání občanství jiné země (většinou Kanada, Austrálie a země západní Evropy) se obrátily na zastupitelský úřad komunistické ČSSR se žádostí o umožnění beztrestného cestování do ČSSR při zachování československého občanství, tedy o upravení vztahů dle bodu 2 výše uvedené směrnice (někteří pod toto označení zahrnují i osoby spadající pod bod 3). Netýkalo se těch, kteří odešli do USA, protože automaticky kvůli mezinárodní dohodě z roku 1928 získáním amerického občanství ztratili československé.
| „                 | „V 70. letech tady Gustáv a spol. vymysleli takzvané upravenectví, což byla nesmírně promyšlená a vychytralá akce. Ovšem klobouk dolů, soudruhům to myslelo velice dobře. Jednak od upravenců získávali peníze, protože se vypláceno za takzvané školné, a jednak rozdělili exil na upravený a neupravený podle známého hesla rozděl a panuj. Rozpoltili také spoustu krajanských organizací na celém světě. Navíc ještě, co si budeme povídat, mezi upravenci získávali potenciální spolupracovníky pro různé placené bokovky.“ | “ |
| — Vladimír Špaček | |   |

Podle svědectví některých emigrantů byly osoby, které podstoupily proces úpravy vztahů, často předmětem nežádoucí pozornosti a nátlaku ze strany StB. I když se nikdy neprokázala přímá spojitost mezi „upravenci“ a agenty StB nebo kontrarozvědky, vnímala je ta část emigrace, pro kterou bylo z osobních a politických důvodů nemyslitelné komunisty řízenou zemi a její představitele o cokoliv žádat, jako rizikový faktor a možné agenty StB. Riziko nátlaku na to, aby osoby po upravení svého vztahu byly spolupracovníky StB, podle současných historiků také přispívalo k malému zájmu emigrantů o celou proceduru.